# Brassavola venosa
Brassavola venosa es una especie de orquídeas de hábito epifita originaria de Centroamérica.  

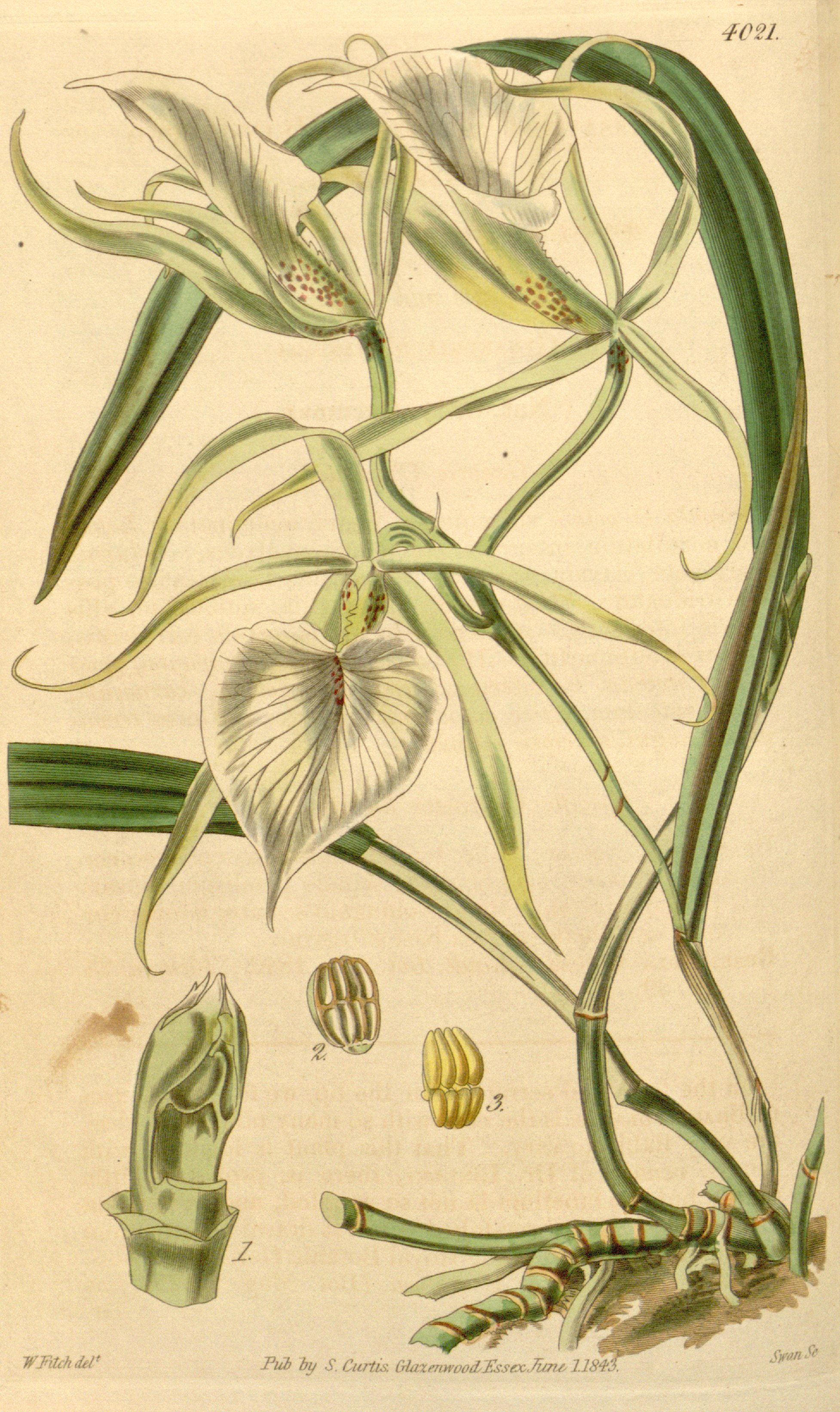
Ilustración

## Descripción
Es una orquídea de tamaño pequeño, que prefiere el clima cálido y creciendo epifita, cespitosa  y  que difiere de Brassavola nodosa por la presencia de venas levantadas en el labio y una hoja mucho más amplia, por lo demás, son muy similares. Esta especie tiene tallos lineales y no hinchados subtendidos por brácteas basales, como de papel y con una única hoja apical, carnosa, algo cilíndrica, oblonga, aguda, longitududinalmente canaliculada. Florece en una inflorescencia erecta a pendular, con pocas flores en racimos que surge de un nuevo pseudobulbo maduro desde el invierno hasta la primavera.

## Distribución y hábitat
Se encuentra desde Honduras a Costa Rica en los bosques secos en elevaciones del nivel del mar de 300 metros.

## Taxonomía
Brassavola venosa fue descrita por  John Lindley en Edwards's Botanical Register 26: t. 39, also misc. 20. 1840.
Etimología
Ver: Brassavola
venosa: epíteto latino que significa "con venas notables".
Sinónimos
- Bletia venosa Rchb.f.
- Brassavola nodosa var. venosa (Lindl.) H.G.Jones	[4][5]